# Байш, Герман

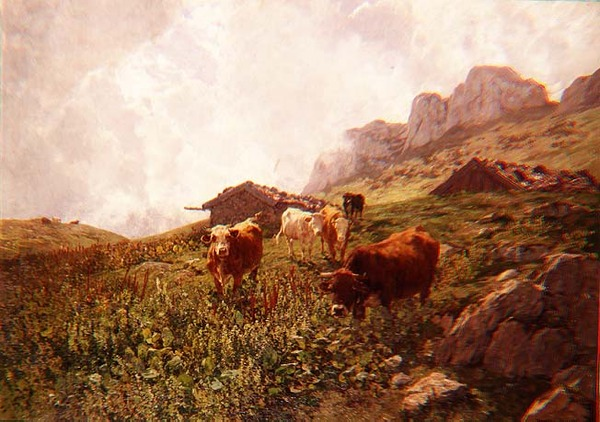
Коровы в альпийском ландшафте

Герман Байш (нем. Hermann Baisch; 1846—1894) — немецкий живописец-ландшафтист XIX века, профессор Художественного училища в городе Карлсруэ.

## Биография
Герман Байш родился 12 июля 1846 года в городе Дрездене. Его отец, Вильгельм Готлиб Байш, был литографом. Его старший брат, Отто Байш, также был литографом и живописцем.
Мотивы для своих ландшафтов брал по большей части из мюнхенской плоской возвышенности и воспроизводил в них чаще всего скоропреходящие явления воздуха и света; стаффажем в его картинах, полных настроения, обыкновенно служит пасущийся или отдыхающий домашний скот, составляя центральное пятно в общем приятном, теплом колорите. В XIX веке он был одним из наиболее заметных художников создающих свои холсты прямо под открытым небом. В его произведениях весьма точно угадывается влияние французского импрессионизма.
В конце XIX — начале XX века на страницах «Энциклопедического словаря Брокгауза и Ефрона» наиболее удачными произведениями этого художника были названы: «„Коровы на выгоне“ (1873), „Утро“ (1882), „Близ Дортрехта во время отлива“ (1884, в Берлинской национальной галерее) и „На голландском канале“ (1882, в Дрезденской гал.).» Байш состоял членом Академий изящных искусств в Берлине и Мюнхене, а также входил в состав Академии изобразительных искусств в городе Вене.
Герман Бейш за свои работы был отмечен многочисленными наградами, включая серебряные и золотые медали от различных Академий живописи.
Герман Байш скончался 18 июня 1894 года в городе Карлсруэ.

## Галерея

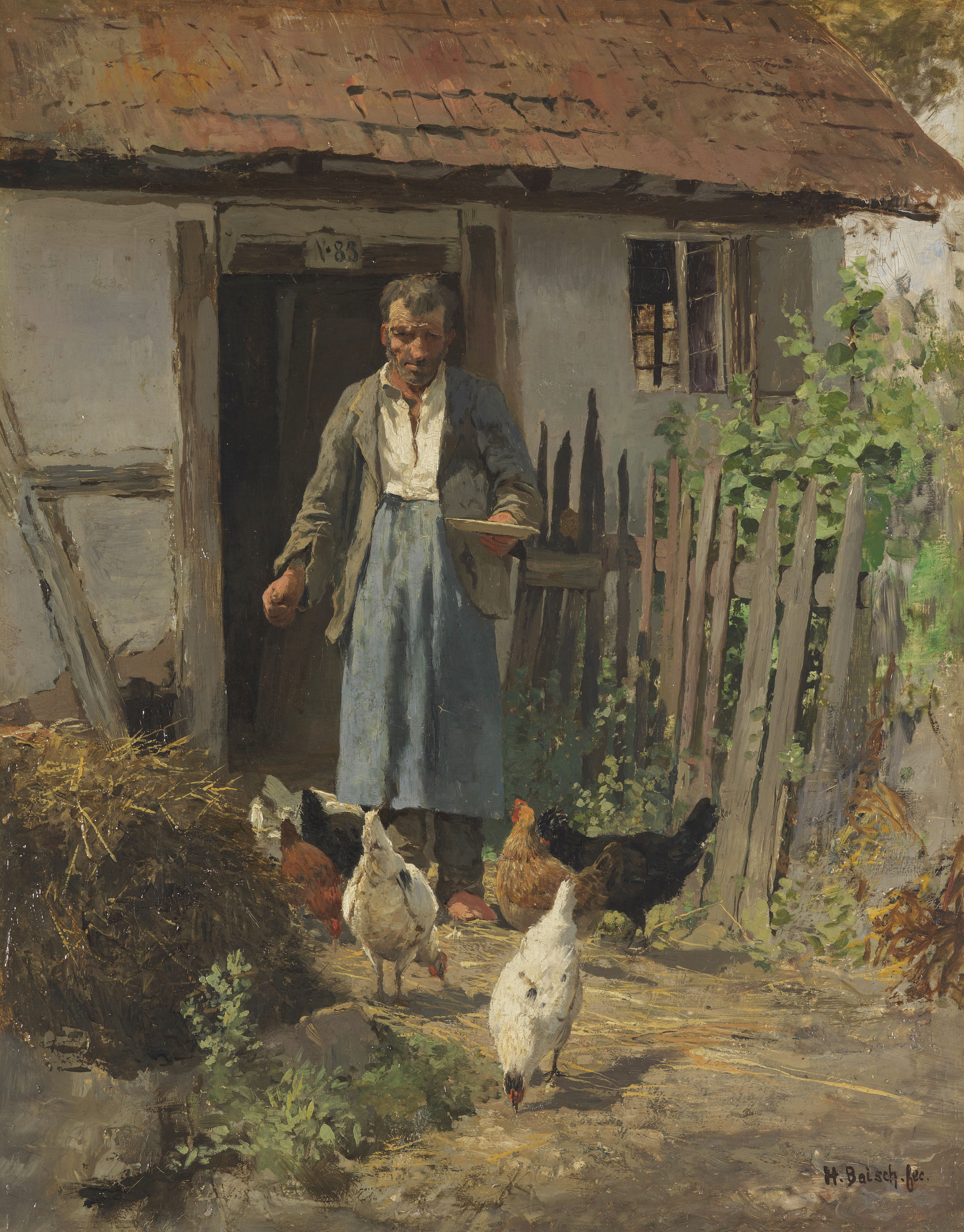
Кормление цыплят
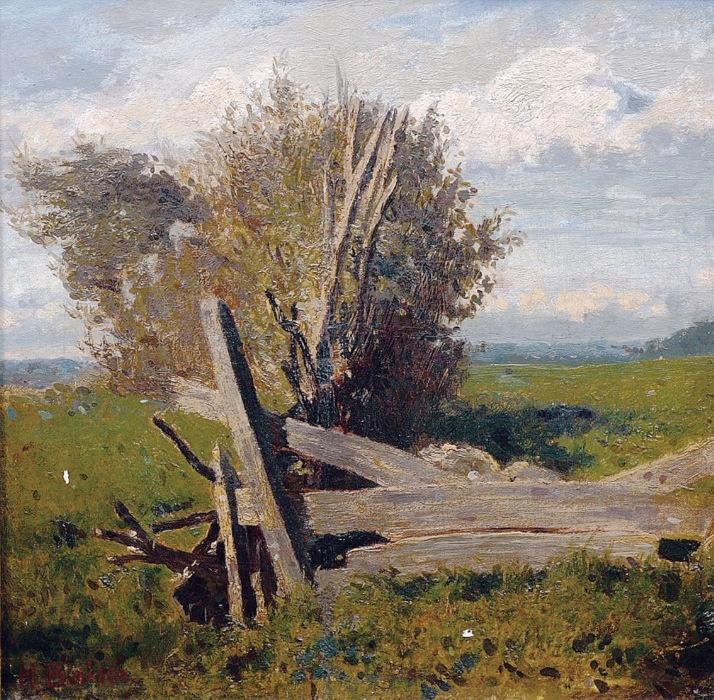
На краю луга
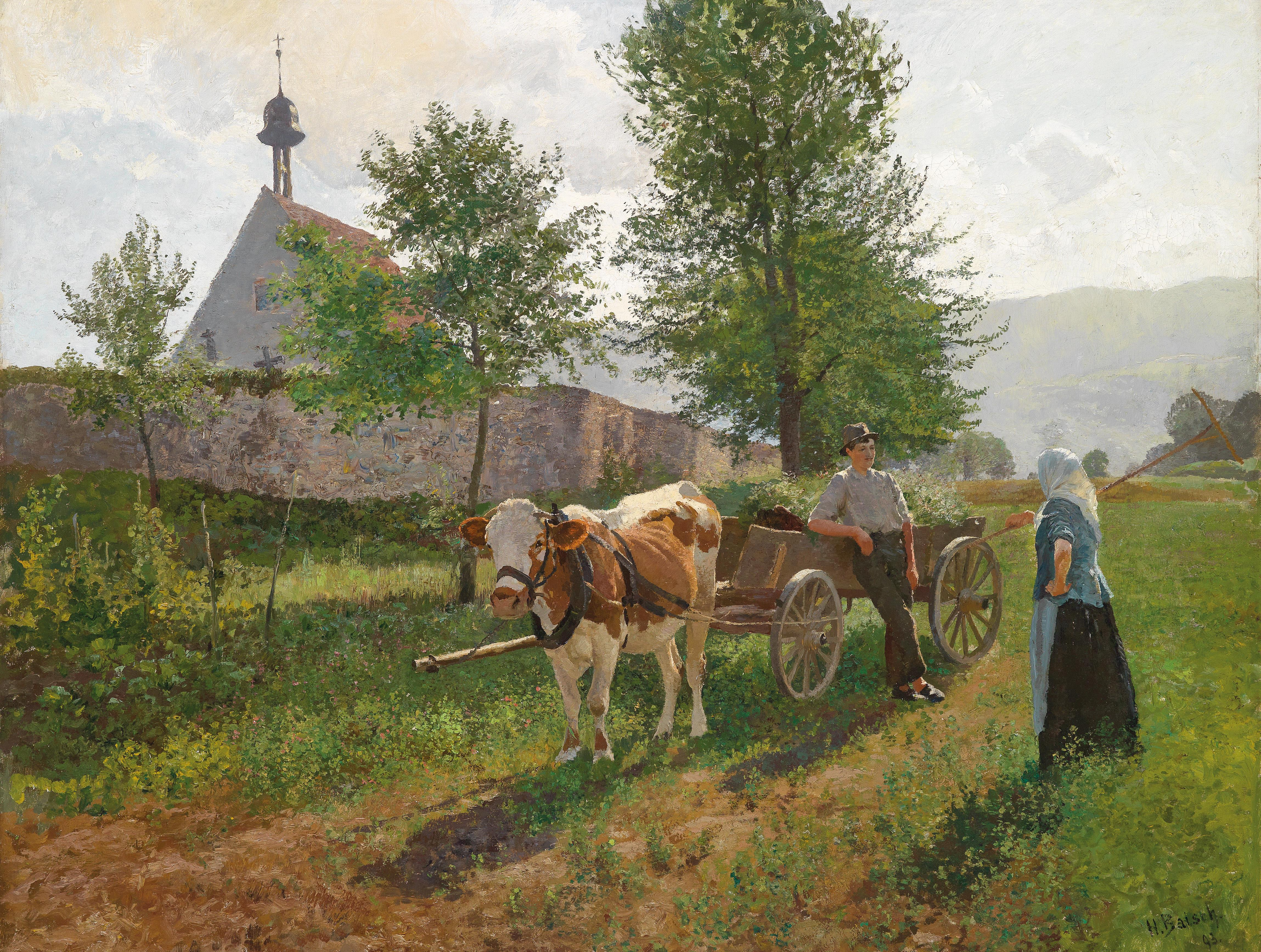
Разговор на поле
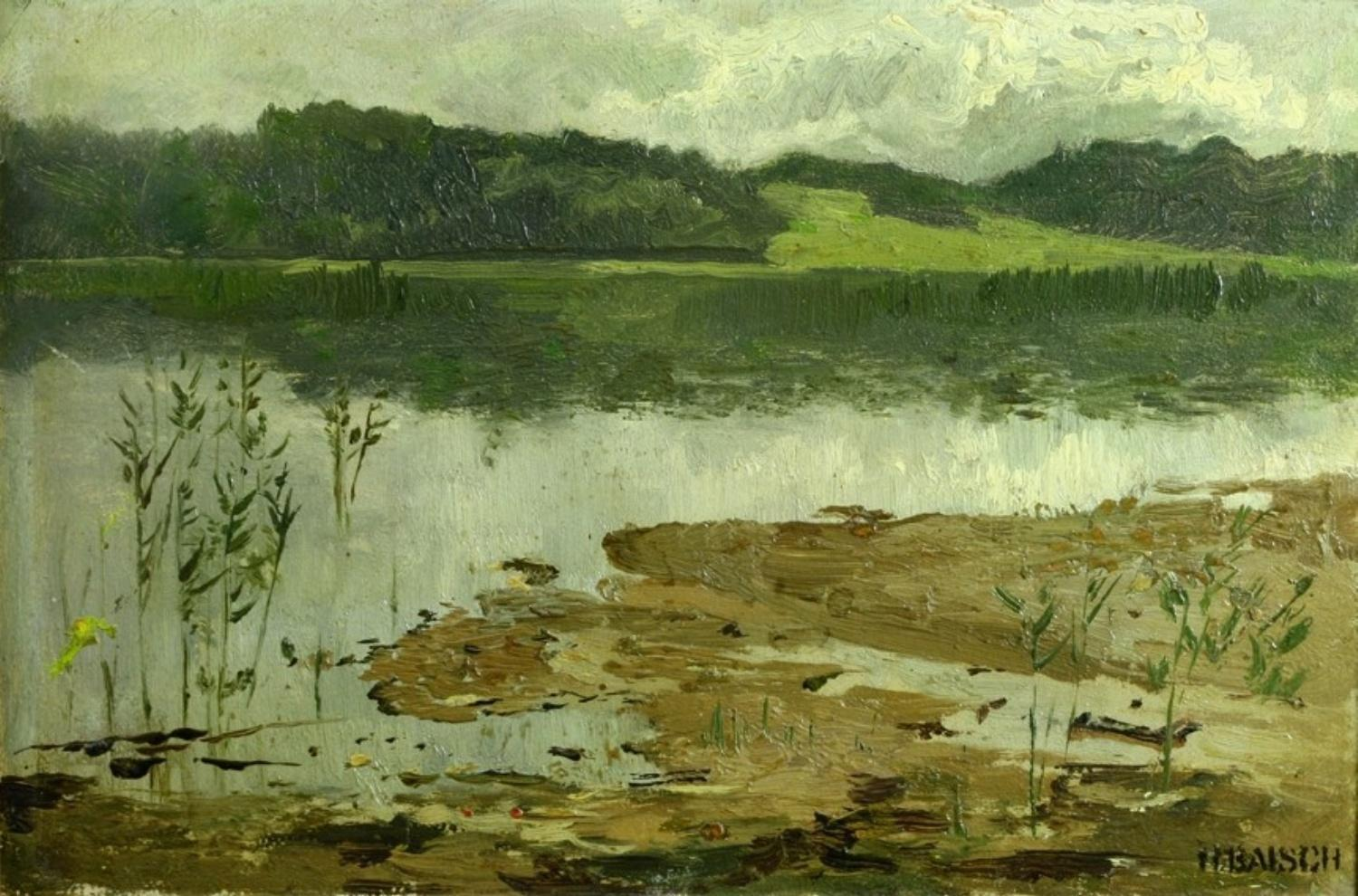
Озёрный пейзаж
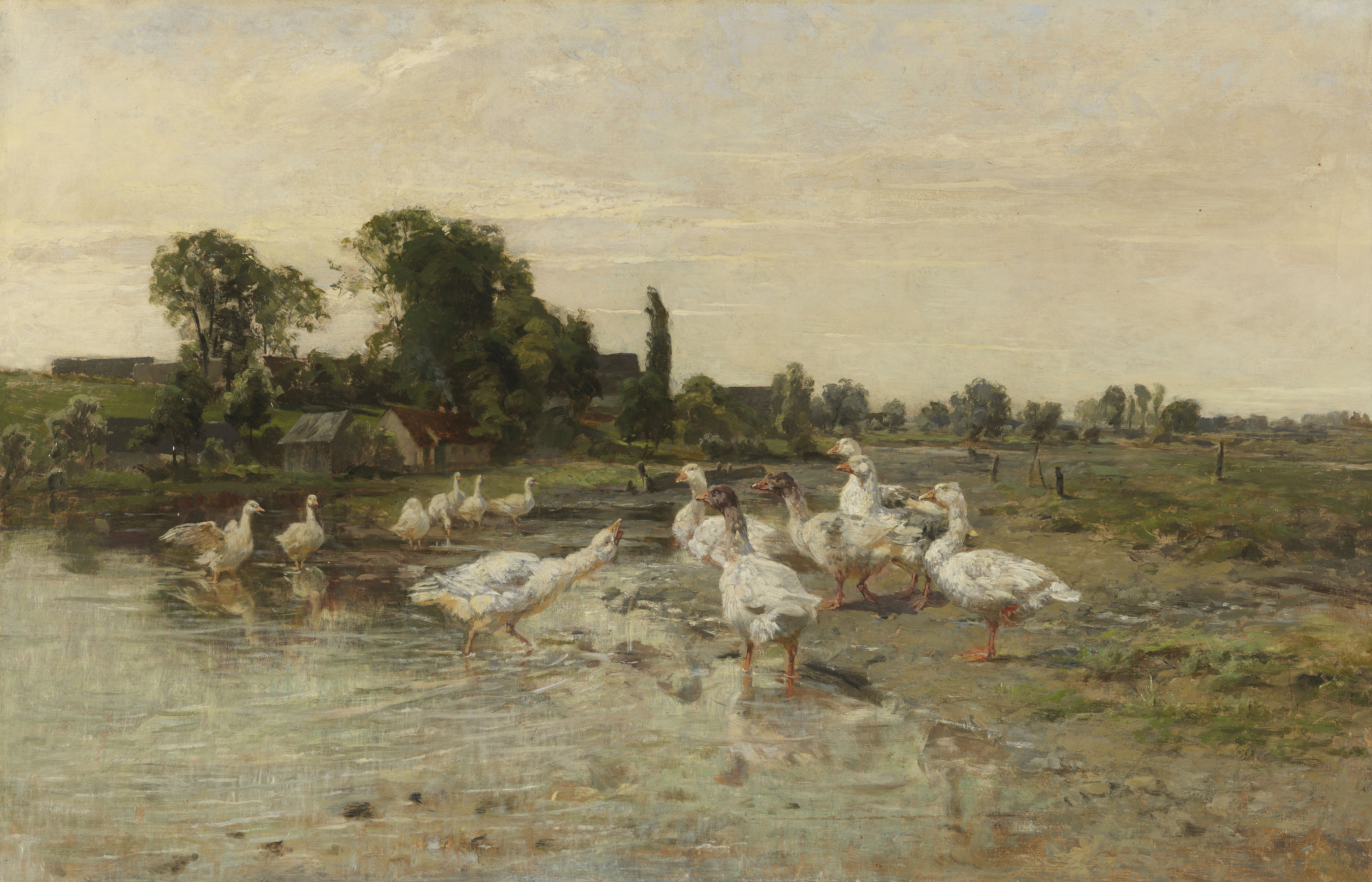
Гуси на деревенском пруду